# Río Benito
Río Benito, (także Mbini i Wele) – rzeka w Gabonie i Gwinei Równikowej. Liczy 338 kilometrów.
Wypływa w Gabonie, w prowincji Woleu-Ntem. Następnie przecina kontynentalną część Gwinei Równikowej ze wschodu na zachód i wpada do Oceanu Atlantyckiego (Zatoka Gwinejska). Jest najważniejszą rzeką Gwinei Równikowej. Nad Rio Benito położone są miasta Mbini i Bolondo.